# Grand Army of the Republic
Die Grand Army of the Republic (GAR) war eine Bruderschaft aus Veteranen der Unionsarmee, der Union Navy, des United States Marine Corps und des United States Revenue Cutter Service,  die im Amerikanischen Bürgerkrieg gedient hatten.
Gegründet wurde die GAR am 6. April 1866 in Decatur von Benjamin F. Stephenson. Nachdem das letzte lebende Mitglied, Albert Woolson, im Jahr 1956 im Alter von 106 Jahren starb, wurde die Einheit aufgelöst. Aufgrund der Erfahrung der angehörigen Soldaten wurde die Grand Army zur ersten politischen Interessenvertretung, welche Stimmrecht für afroamerikanische Kriegsveteranen einforderte und den US-Kongress dazu bewog, Veteranenpensionen einzurichten. Außerdem unterstützten sie Kandidaten der Republikanischen Partei. Die GAR half bei den Bestrebungen, den 1866 erstmals als Decoration Day ausgerufenen Gedenktag in Memorial Day umzubenennen und als offiziellen Feiertag anzuerkennen, was 1882 geschah.
Das Wappen, welches jedes Mitglied trug, ist der Congressional Medal of Honor nachempfunden. Die höchste Mitgliederzahl erreichte die Bruderschaft 1890 mit über 490.000 Angehörigen.

## Geschichte
Im Zuge vieler Gründungen von Veteranengemeinschaften nach dem Sezessionskrieg gründete sich am 6. April 1866 auch die Grand Army of the Republic unter Dr. Benjamin F. Stephenson. Als de facto Arm der Republikanischen Partei wuchs die Bruderschaft in den politischen Machtkämpfen der Wiederaufbauzeit heran. Als jedoch das Interesse der Republikaner an der Reform der Südstaaten nachließ, kam auch die GAR in den frühen 1870ern ins Straucheln und viele lokale Niederlassungen wurden aufgegeben.
In den 1880er Jahren begann eine Wiederbelebung der Bruderschaft unter neuer Führung, welche zu starkem Wachstum führte. Auch wurde in dieser Zeit die Rente für Bürgerkriegsveteranen durchgesetzt. Im Zuge des Wiederaufbaus schlossen sich auch viele afroamerikanische Veteranen der Gemeinschaft an, denen durch die GAR zuvor das Wahlrecht zuteilwurde. Allerdings versäumte diese es, diese Pensionen auch für die farbigen Kriegsveteranen durchzusetzen.
Mit steigenden Mitgliederzahlen wuchs auch der politische Einfluss. Von Ulysses S. Grant bis William McKinley verhalf die Bruderschaft verschiedenen US-Präsidenten ins Amt. Fünf Sezessionskriegsveteranen und Mitglieder der Grant Army of Republic wurden in dieser Zeit zum Präsidenten gewählt. Sie waren alle Republikaner. In dieser Zeit war es unmöglich, ohne die Unterstützung der GAR republikanischer Kandidat für das Präsidentenamt oder den US-Kongress zu werden.
Von 1866 bis 1949 hielten die Mitglieder ein jährliches Treffen mit Feier und Parade ab. Auf dem letzten Treffen im Jahr 1949 stimmten die verbliebenen Mitglieder dafür, die aktuellen Vorstandsmitglieder bis zum Ende beizubehalten. Nach dem Tod des letzten Bürgerkriegsveteranen im Jahr 1956 wurde die Organisation aufgelöst.

## Denkmäler

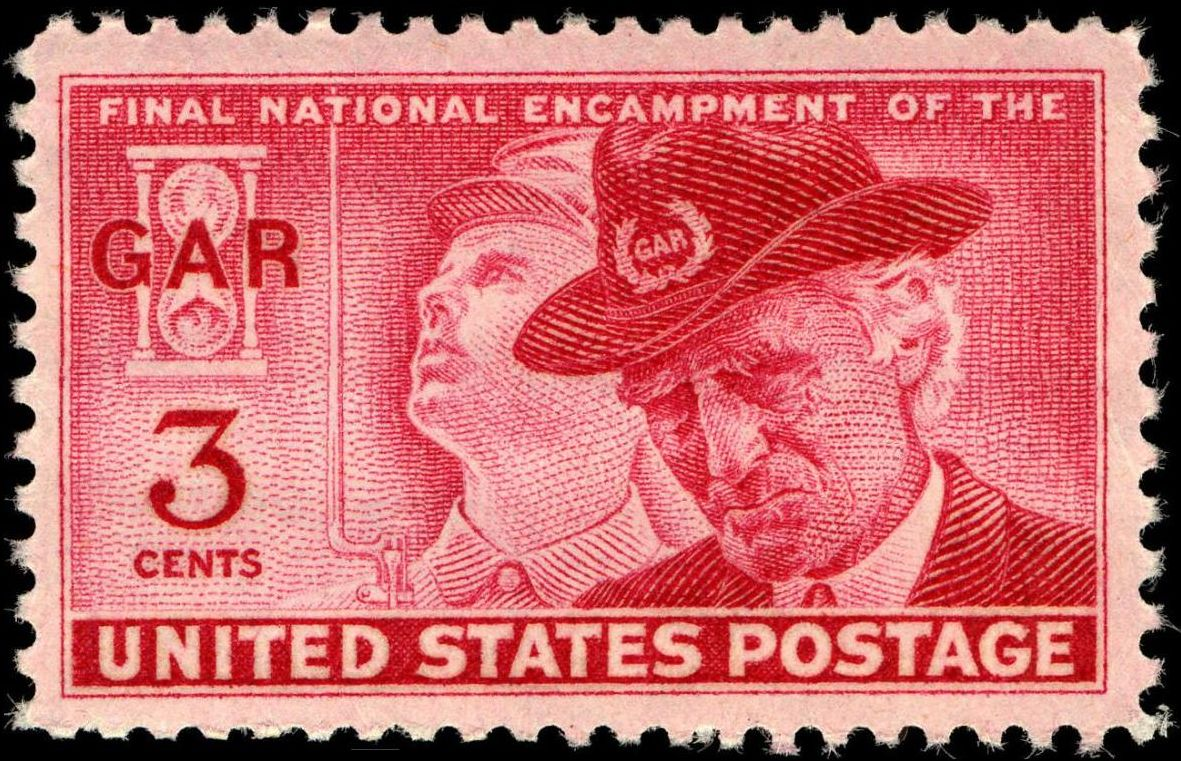
Briefmarke von 1948

Neben zahlreichen Denkmälern in den ganzen Vereinigten Staaten sind die wohl Bekanntesten zwei Gedenkbriefmarken von 1948 und 1951. Ausschlaggebend war das Herausbringen von diversen Briefmarken der Nord- und Südstaaten seit Beginn des Krieges.
Außerdem ist die Benennung des Grand Army of the Republic Highway nach dem Verband zu nennen.

## Oberbefehlshaber
| Bild | Name                           | Beginn | Ende | Niederlassung    | Anmerkungen                                                                           |
| ---- | ------------------------------ | ------ | ---- | ---------------- | ------------------------------------------------------------------------------------- |
|      | Benjamin F. Stephenson         | 1866   | 1866 | Illinois         | Gründer und vorläufiger Oberbefehlshaber, 6. April bis 21. November 1866.             |
|      | Stephen Augustus Hurlbut       | 1866   | 1868 | Illinois         |                                                                                       |
|      | John Alexander Logan           | 1868   | 1871 | Illinois         | Veranlasste die „General Order No. 11“ am 5. Mai 1868, welche zum Memorial Day führte |
|      | Ambrose Everett Burnside       | 1871   | 1873 | Rhode Island     |                                                                                       |
|      | Charles Devens                 | 1873   | 1875 | Massachusetts    |                                                                                       |
|      | John Frederick Hartranft       | 1875   | 1877 | Pennsylvania     |                                                                                       |
|      | John Cleveland Robinson        | 1877   | 1879 | New York         |                                                                                       |
|      | William Earnshaw               | 1879   | 1880 | Ohio             |                                                                                       |
|      | Louis Wagner                   | 1880   | 1881 | Pennsylvania     |                                                                                       |
|      | George Sargent Merrill         | 1881   | 1882 | Massachusetts    |                                                                                       |
|      | Paul Vandervoort               | 1882   | 1883 | Nebraska         | erkannte das National Women´s Relief Corps als offizielle Unterstützung an            |
|      | Robert Burns Beath             | 1883   | 1884 | Pennsylvania     |                                                                                       |
|      | John S. Kountz                 | 1884   | 1885 | Ohio             |                                                                                       |
|      | Samuel Swinfin Burdett         | 1885   | 1886 | Washington, D.C. |                                                                                       |
|      | Lucius Fairchild               | 1886   | 1887 | Wisconsin        |                                                                                       |
|      | John Patterson Rea             | 1887   | 1888 | Minnesota        |                                                                                       |
|      | William Warner                 | 1888   | 1889 | Missouri         |                                                                                       |
|      | Russell Alexander Alger        | 1889   | 1890 | Michigan         |                                                                                       |
|      | Wheelock Graves Veazey         | 1890   | 1891 | Vermont          |                                                                                       |
|      | John Palmer                    | 1891   | 1892 | New York         |                                                                                       |
|      | Augustus Gordon Weissert       | 1892   | 1893 | Wisconsin        |                                                                                       |
|      | John G. B. Adams               | 1893   | 1894 | Massachusetts    |                                                                                       |
|      | Thomas G. Lawler               | 1894   | 1895 | Illinois         |                                                                                       |
|      | Ivan N. Walker                 | 1895   | 1896 | Indiana          |                                                                                       |
|      | Thaddeus Stevens Clarkson      | 1896   | 1897 | Nebraska         |                                                                                       |
|      | John Peter Shindel Gobin       | 1897   | 1898 | Pennsylvania     |                                                                                       |
|      | James Andrew Sexton            | 1898   | 1899 | Illinois         | Starb am 5. Februar 1899 während seiner Amtszeit                                      |
|      | William Christie Johnson       | 1899   | 1899 | Ohio             |                                                                                       |
|      | Albert Duane Shaw              | 1899   | 1900 | Pennsylvania     |                                                                                       |
|      | Leo Rassieur                   | 1900   | 1901 | Missouri         |                                                                                       |
|      | Eliakim „Ell“ Torrance         | 1901   | 1902 | Minnesota        |                                                                                       |
|      | John Charles Black             | 1903   | 1904 | Illinois         |                                                                                       |
|      | Wilmon Whilldin Blackmar       | 1904   | 1905 | Massachusetts    | Starb am 19. Juli 1905 während der Amtszeit                                           |
|      | John Rigdon King               | 1905   | 1905 | Maryland         |                                                                                       |
|      | James R. Tanner                | 1905   | 1906 | New York         |                                                                                       |
|      | Robert Burns Brown             | 1906   | 1907 | Ohio             |                                                                                       |
|      | Charles G. Burton              | 1907   | 1908 | Missouri         |                                                                                       |
|      | Henry Martin Nevius            | 1908   | 1909 | New Jersey       |                                                                                       |
|      | Samuel Rinnah Van Sant         | 1909   | 1910 | Minnesota        |                                                                                       |
|      | John Edward Gilman             | 1910   | 1911 | Massachusetts    |                                                                                       |
|      | Harvey Marion Trimble          | 1911   | 1912 | Illinois         |                                                                                       |
|      | Alfred Bishop Beers            | 1912   | 1913 | Connecticut      |                                                                                       |
|      | Washington Gardner             | 1913   | 1914 | Michigan         |                                                                                       |
|      | David James Palmer             | 1914   | 1915 | Iowa             |                                                                                       |
|      | Elias Riggs Monfort            | 1915   | 1916 | Ohio             |                                                                                       |
|      | William James Patterson        | 1916   | 1917 | Pennsylvania     |                                                                                       |
|      | Orlando Allen Somers           | 1917   | 1918 | Indiana          |                                                                                       |
|      | Clarendon E. Adams             | 1918   | 1919 | Nebraska         |                                                                                       |
|      | James David Bell               | 1919   | 1920 | New York         | Starb am 1. November 1919 in der Amtszeit                                             |
|      | Daniel Munson Hall             | 1920   | 1920 | Ohio             |                                                                                       |
|      | William Alexander Ketcham      | 1920   | 1921 | Indiana          |                                                                                       |
|      | Lewis Stephen Pilcher          | 1921   | 1922 | New York         |                                                                                       |
|      | James William Willett          | 1922   | 1923 | Iowa             |                                                                                       |
|      | Gaylord Miller Saltzgaber      | 1923   | 1924 | Ohio             |                                                                                       |
|      | Louis Frederick Arensberg      | 1924   | 1925 | Iowa             |                                                                                       |
|      | John Baptist Inman             | 1925   | 1926 | Illinois         |                                                                                       |
|      | Francis Augustin „Frank“ Walsh | 1926   | 1927 | Wisconsin        |                                                                                       |
|      | Elbridge Lafayette Hawk        | 1927   | 1928 | Kalifornien      |                                                                                       |
|      | John Reese                     | 1928   | 1929 | Nebraska         |                                                                                       |
|      | Edwin J. Foster                | 1929   | 1930 | Massachusetts    |                                                                                       |
|      | James E. Jewel                 | 1930   | 1931 | Colorado         |                                                                                       |
|      | Samuel P. Town                 | 1931   | 1932 | Pennsylvania     |                                                                                       |
|      | William Parkinson Wright       | 1932   | 1933 | Illinois         | starb am 15. Juni 1933 während seiner Amtszeit                                        |
|      | Russell C. Martin              | 1933   | 1934 | Kalifornien      |                                                                                       |
|      | Alfred Edwin Stacey            | 1934   | 1935 | New York         |                                                                                       |
|      | Oley Nelson                    | 1935   | 1936 | Iowa             |                                                                                       |
|      | Carl Henry William Ruhe        | 1936   | 1937 | Pennsylvania     |                                                                                       |
|      | Overton H. Mennet              | 1937   | 1938 | Kalifornien      |                                                                                       |
|      | Robert McKee Rownd             | 1938   | 1939 | New York         |                                                                                       |
|      | John E. Andrew                 | 1940   | 1940 | Illinois         | Starb am 30. Juni 1940 während seiner Amtszeit                                        |
|      | Alexander T. Anderson          | 1940   | 1940 | Pennsylvania     |                                                                                       |
|      | William Washington Nixon       | 1940   | 1941 | Kansas           |                                                                                       |
|      | George Alvin Gay               | 1941   | 1942 | New Hampshire    |                                                                                       |
|      | John Simon Dumser              | 1942   | 1943 | Kalifornien      |                                                                                       |
|      | George H. Jones                | 1943   | 1944 | Maine            |                                                                                       |
|      | Isaac W. Sharp                 | 1944   | 1945 | Indiana          |                                                                                       |
|      | Hiram R. Gale                  | 1945   | 1946 | Washington       |                                                                                       |
|      | John Henry Grate               | 1946   | 1947 | Ohio             |                                                                                       |
|      | Robert McKee Rownd             | 1947   | 1948 | New York         |                                                                                       |
|      | Theodore A. Penland            | 1948   | 1949 | Oregon           |                                                                                       |